# Muralles medievals de Barcelona
|  | Aquest article tracta sobre les característiques BCIN d'una part de les muralles de Barcelona. Per a una visió de conjunt, vegeu Muralles de Barcelona. |

Les muralles medievals de Barcelona són una obra del municipi de Barcelona (Barcelona) declarada bé cultural d'interès nacional. Les muralles de tancament de Barcelona a la baixa edat mitjana anaven força més enllà del primer recinte murat, definit en època romana. Formen part de la muralla les seves torres, portals d'accés i altres elements associats. El primer recinte que es definí, al segle xiii, incloïa els burgs i viles noves que havien crescut al voltant de la muralla. El tancament nord discorria pel sud de la plaça de Catalunya, del carrer Fontanella, de la plaça d'Urquinaona, carrer de Trafalgar i pel nord-oest del Passeig Lluís Companys; el tancament est, per l'oest del passeig de Lluís Companys fins a l'alçada del Portal Nou; el tancament oest aniria per l'est de la Rambla fins a l'est de la plaça del Portal de la Pau; a partir d'aquí hi havia un tram de tancament sud, que discorria per l'oest del passeig de Colom fins a l'alçada de la plaça de la Mercè.
A la segona meitat del segle XIV i al segle xv es va ampliar la muralla a la zona del Raval i al front marítim. Aquest nou perímetre discorria pel nord-oest pel sud del carrer Pelai fins a la zona sud-est de la plaça Universitat; per l'oest el tancament se situava a la zona est de la ronda de Sant Antoni i pel sud-oest per la ronda de Sant Pau; pel sud tancava per la zona nord de l'Avinguda Paral·lel fins a les Drassanes i seguint direcció est pel nord del passeig Josep Carner fins a arribar al tancament anterior de la plaça del Portal de la Pau. El tancament nord-est reprenia la línia de la muralla del passeig Lluís Companys fins a la zona oest i central del Parc de la Ciutadella, seguint en direcció sud cap a la zona del passeig de Circumval·lació, travessant-lo per l'interior de les finques de la seva zona oest fins a arribar a l'avinguda del Marquès d'Argenteria, a partir de la qual seguiria fins al Pla de Palau. Dels diferents trams de muralla se'n conserven restes en alçat, alguns dels quals s'integren a les finques actuals on s'ubiquen, o bé al subsòl, juntament amb les restes de la seva evolució i ús.